# Lakuzhdeh
Lakuzhdeh (em persa: لاكوژده, também romanizada como Lākūzhdeh; também conhecida como Kūzhdeh) é uma aldeia do distrito rural de Kiashahr, situada no condado de Astaneh-ye Ashrafiyeh, na província de Gilan, no Irã. Segundo o censo de 2006, sua população era de 533, em 152 famílias.